# 橫濱三井大廈

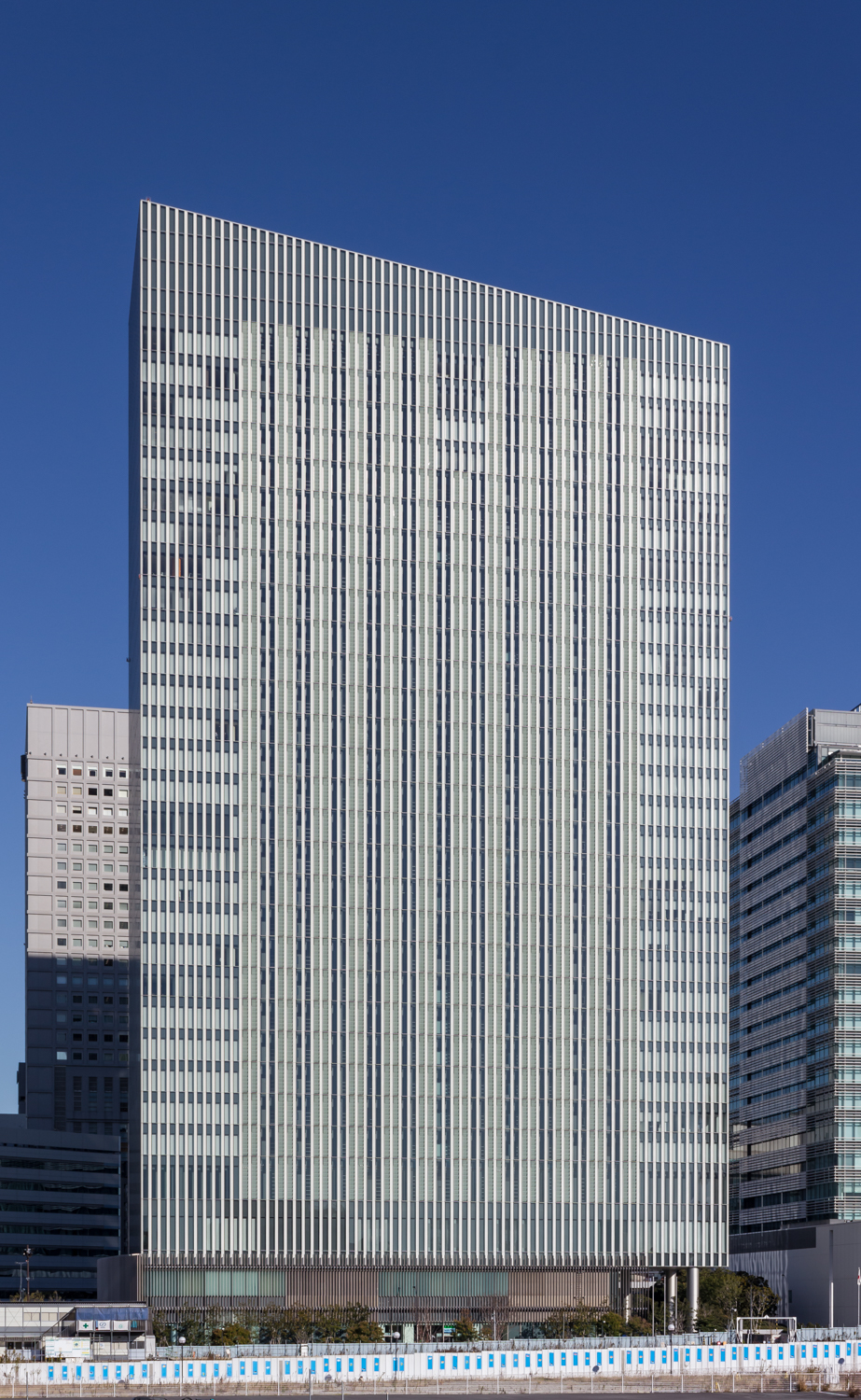

橫濱三井大廈（日语：横浜三井ビルディング）是位於日本神奈川縣橫濱市西區高島的一座摩天大樓，由三井不動產運營管理。該建築是三井不動產在橫濱站區域最大的辦公樓，亦是該地區第一棟三井大廈，竣工於2012年2月。建築1至2層對公眾開放，3至30層是辦公樓。

## 外部連結
- 横浜三井ビルディング：ショップガイド/テツモポート （页面存档备份，存于）（公式サイト）
- 原鉄道模型博物館 （页面存档备份，存于）（公式サイト）